# René Descartes
René Descartes (latinsko Renatus Cartesius), francoski filozof in prirodoslovec, * 31. marec 1596, La Haye en Touraine (zdaj Descartes), Indre-et-Loire, Francija, † 11. februar 1650, Stockholm, Švedska.
Uvrščamo ga med racionaliste in začetnike sodobne filozofije. Znan je tudi po vpeljavi svojih metod za raziskovanje v znanosti, ki jih je objavil v delu Razprava o metodi. Razmišljal je tudi o problemu dvojnosti (dualizma) med telesom in razumom, s katerim so se ukvarjali tudi njegovi sodobniki. Najbolj poznan pa je njegov rek »Cogito, ergo sum« (Mislim, torej sem). Njegova filozofija je temeljila na neizpodbitnosti in nedvoumnosti dokazov. Zelo pomembni so tudi njegovi dosežki in odkritja v matematiki, predvsem v geometriji, in fiziki.

## Biografija
Descartes je izhajal iz stare francoske družine, v kateri je bilo mnogo izobraženih ljudi. Bil je sin svetovalca v bretanskem parlamentu. Mati je umrla kmalu po njegovem rojstvu; od nje je podedoval plemiški naziv du Perron in posestvo v pokrajini Poitou, s čimer je postal denarno neodvisen. Ni bil bogat, bil pa je dovolj premožen, da se je lahko ukvarjal s stvarmi, ki so ga veselile in zanimale. Z osmimi leti je odšel na šolanje v jezuitsko šolo La Fleche v Anjouju, kjer je ostal 8 let. Tam je poslušal predavanja iz sholastične filozofije, latinščine, grščine, govorništva, matematike in fizike z Galilejevimi astronomskimi odkritji. Ker je bil šibkega zdravja, so mu v šoli dovolili, da je zjutraj ostajal v postelji. To navado je obdržal tudi pozneje. Eden izmed sodobnikov je zapisal, da je Descartesa kot bolehnega mladeniča mučil »nezdrav kašelj«. Šolanje je nadaljeval v Poitiersu.
Diplomiral je leta 1616 iz prava, ki ga je študiral brez posebnega navdušenja in ga ni nikoli kasneje prakticiral. Po 18. letu je živel nekaj časa v Parizu, kjer je brezskrbno veseljačil in se seznanil z igrami na srečo. Potem se je, sit praznoglave družbe in jalovega početja, za dve leti zakopal v matematične raziskave. Z 21. leti se je leta 1617 kot plemič odločil za vojaško službo. Kot častnik je od leta 1618 služil v vojski Mavricija Oranjskega, princa Nassauškega, vodje združenih provinc v Holandiji in na Bavarskem. Tu je leta 1619 odkril, kot je dejal, »univerzalno metodo za iskanje resnice«. Leta 1620 se je udeležil velike bitke za Prago in kasneje sodeloval na francoski strani pri slavnem obleganju kraja La Rochelle. Tam je srečal svojega kasnejšega pokrovitelja kardinala Richelieuja. Descartes ni bil pravi vojak - desetletje, ki je sledilo, je med kratkimi obdobji vojskovanja preživel tako, da je neodvisno potoval po Evropi, se po svojih besedah »učil iz knjige sveta«, se udeleževal mondenega življenja, se dvobojeval in užival v svetovljanskem življenju. Na svojih potovanjih je spoznal nekatere vodilne učenjake tistega časa, na primer Faulhaberja v Nemčiji in Desarguesa v Franciji. Ni pa mu uspelo, da bi na svojem potovanju v Italijo od leta 1623 do 1624 srečal Galileija. V Parizu se je udeleževal srečanj kroga znanstvenikov, ki so kritično razpravljali o Aristotlu. Tu je našel vzpodbudo, da je predstavil svoj neavtoritativni pogled na svet. S tem je kot prvi kritični in sistematični mislec nove dobe postal 'oče sodobne filozofije'. Od vojske se je dokončno poslovil leta 1628, ko je prodal svoje posesti in zapustil Francijo. V letih med 1629 in 1649 je živel v Holandiji, da bi lahko delal v čim večji svobodi. To so bila njegova najplodnejša leta. Kljub temu je bil dovolj previden, da je zadržal izdajo svojih fizikalnih razmišljanj o svetu Svet ali razprava o svetlobi (Le monde, ou Traite de la lumiere), ko je leta 1634 izvedel, kakšne težave z inkvizicijo je imel Galilei. To odločitev je razširil tudi na druga dela. V Holandiji je različno dolgo živel v več mestih v Amsterdamu, Deventerju, Utrechtu in Leidnu. Ko je živel v Holandiji, se je ukvarjal skoraj z vsemi naravoslovnimi vedami. Zanimala ga je kemija; v fiziki predvsem optika in magnetizem; v medicini anatomija in embriologija. V fiziologiji je verjel, da je kri sestavljena iz delcev razredčene tekočine, ki jih je imenoval živalske duše. Živalske duše pridejo v možganih v stik z mislečimi snovmi, tečejo po živčnih kanalih do mišic in drugih delov telesa. Veliko časa je posvetil astronomskim opazovanjem in meteorologiji. Danes ukvarjanje s tako različnimi področji predstavlja le izgubo časa, v njegovem času pa je nadarjen posameznik še lahko našel nepojasnjene stvari in stvari, vredne razmišljanja v vsaki znanstveni veji, ki je pritegnila njegovo pozornost. Napisal je delo Meditacije o prvi filozofiji (Meditationes de Prima Philosophia), ki so izšle leta 1641 in v popravljeni izdaji še 1642. Leta 1644 je izdal delo Filozofska načela (Principia Philosophiae), ki jih je posvetil princesi Elizabeti Pfalški, s katero se je v Holandiji zelo spoprijateljil. Leta 1649 je na povabilo švedske kraljice Kristine odšel v Stockholm, da bi jo poučeval filozofijo in osnoval akademijo znanosti. Vendar pa sta ostra švedska zima in čudaška špartanska navada mlade kraljice, ki je zahtevala učne ure ob petih zjutraj v nezakurjeni knjižnici na dvoru, kamor se je moral še pripeljati iz mesta, načeli njegovo zdravje in pripomogli k njegovi prezgodnji smrti. Že prvo zimo je zbolel za pljučnico, kar je bilo zanj usodno.

### Osebnost
Bil je človek misli; razmišljanje je bilo zanj vrhovnega pomena. Želel si je, da bi lahko samega sebe poučil in iskal le resnico. Spada med predstavnike misleca teoretika. Zanj je značilna razgibanost vsebine. Poznal je najrazličnejša okolja: kraljevsko, aristokratsko, meščansko in ljudsko. Poleg tega je poznal tudi vojaško in cerkveno življenje ter svet umestnosti in prirode; svet znanosti pa je bil njegov dom. A to je bil za njega le prvi korak, kateremu je sledil še drugi in sicer opazovanje in spoznavanje samega sebe, ki je bila njegova najgloblja težnja. Bil je tudi introvertirana, ponotranjena osebnost, katerega je dopolnjeval razmišljujoč pogled. Svojo misel pa strne z Goethejevo.

## Pomen
Najbolj znano njegovo delo je "Razprava o metodi za boljše vodenje razuma in iskanje resnice v znanosti" iz leta 1637 z dodatki o optiki in geometriji. Še eno temeljno Descartesovo delo so "Meditacije o prvi filozofiji" (1641). Delo je razdeljeno na šest delov. V njih najprej zavrača vero v vse stvari, o katerih je mogoče dvomiti, nato pa poskuša najti stvari, ki jih lahko z gotovostjo vzamemo za resnične. Omenjenih šest delov je Descartes razdelil v šest dni (na predhodni del se v besedilu navezuje z besedo "včeraj"). To delo predstavi Descartovo metafiziko v najbolj podrobni obliki ter je nekakšno nadaljevanje Razprave o metodi iz leta 1637. Štejemo ga neodvisno skupaj s Snellom van Royenom za odkritelja lomnega zakona: vpadni kot je enak odbojnemu kotu.
Prvi je pojasnil primarno in sekundarno mavrico kot posledico loma in notranjega odboja sončevega žarka na okrogli dežni kapljici. Njegovo pojmovanje svetlobe kot vrsti pritiska v trdni snovi je vodilo k valovni teoriji svetlobe.

### Racionalizem
Razprava o metodi predstavlja eno najpomembnejših del sodobne filozofije, z opredelitvijo osnovnih načel znanstvene metode pa je pomembna tudi za razvoj naravoslovnih znanosti. Descartes je, po svojih besedah, sklenil pozabiti vso jalovo učenost, s katero so ga mučili v mladosti, in se zanesti le na svoj zdravi razum. Med štiri osnovna pravila svoje »metode za boljše vodenje razuma in iskanje resnice v znanosti« je štel:
- podvomiti o vsem in za resnično  imeti le tisto, kar je nedvomljivo (clare et distincte);
- razdelitev problema na več enostavnejših delov;
- začeti je potrebno z manjšimi problemi in prehajati k bolj zapletenim;
- večkrat preveriti ali nismo česa izpustili.

Takšen znanstveni pristop k reševanju problemov je značilen za racionalizem, katerega utemeljitelj je Descartes. Racionalizem temelji na teoriji apriornih, analitičnih sodb. Descartes je svoj racionalizem utemeljil s pojmom vrojene ideje (idea innata), ki je po njem osnova apriornim sodbam. Vrojena ideja je po Descartesu tista, ki ima izvor znotraj človekove lastne narave.        

V času, ko je sklicevanje na sholastične avtoritete (Akvinski, Aristotel, Sveto pismo)  veljalo kot zadnji in odločilni argument, so bile te zamisli prava revolucija v mišljenju in filozofiji. Uspeh in razširjenost novega antiavtoritativnega pogleda na svet sta Descartesu prinesla težave celo v liberalni Holandiji. Tamkajšnje univerze so ga zaradi protestantskih teologov obtožile bogoskrunstva in ateizma, čeprav za to v resnici ni bilo osnove. Zunaj Holandije pa mu je cerkev, ki se je je bal, čeprav ga ni nikoli preganjala, priskočila na pomoč. Kardinal Richelieu mu je dal dovoljenje, da lahko tiska v Franciji ali kje drugje, karkoli bo napisal. Razpravi o metodi je dodal še tri dodatke, s katerimi je želel ponazoriti svojo splošno metodo filozofije znanosti kakor je bilo tedaj v navadi, Geometrija (La géométrie), Veda o lomu svetlobe (La dioptrique) in Pojavi v zraku (Les Meteores). Vse štiri razprave so izšle leta 1637 pod naslovom Filozofski eseji (Essais philosophiques).

### Dualizem
Descartes se je v filozofiji ukvarjal predvsem z metafiziko, torej z obravnavo bivajočega in sveta. Njegov znameniti stavek "Cogito, ergo sum" (sicer ga Descartes v takšni obliki ni nikjer zapisal) se ukvarja prav z metafiziko. Cogito je resnica o obstoju človeka. Descartes predpostavlja, da je dokaz obstoja človeka že ta, da človek misli, ne glede na to, ali je morda v zmoti. Po Descartesovi metodi, ki predpostavlja, da moramo o vsem dvomiti, bi to pomenilo, da obstaja le človek in nič drugega. Descartes razlaga, da vse ideje, ki so tako jasne kot obstoj človeka morajo biti resnične. V nasprotnem primeru, bi lahko dvomili tudi v cogito, v katerega se ne dvomi.
Po Descartesu je človek unija duše (uma) in telesa, ki sta si popolnoma nasprotna. Povezujeta se preko češerike. Trditev dokazuje z nekoliko neposrečenim argumentom, da je češerika edini neparni organ v možganih, kar pomeni, da se tam združijo vse informacije, ki prihajajo iz parnih organov (npr. oči, ušesa, itd.), ki so del telesa. Češeriko Descartes imenuje »sedež duše«. Pripisuje ji tudi vlogo živčevja, ki preko impulzov iz čutil nadzira telo. Obratno je Descartes menil, da kadar gre za dejanja strasti, lahko tudi telo vpliva na um, ki je po navadi povsem razumski in racionalen pri svojih odločitvah. 
S problemom dualizma pri človeku (ang. mind-body problem) so se ukvarjali številni drugi filozofi, predvsem po Descartesovi smrti. Najbolj znani kritiki dualizma  so Kant, Huxley, Popper in Searle. Vendar sta se s podobnimi vprašanji ukvarjala že Platon in Aristotel pred njim. Slednji je trdil, da je to vprašanje nesmiselno, saj sta telo in um eno.

### Meditacije
Njegovo posebej pomembno delo so Meditacije, v katerih se avtor odloči najprej vse vzeti za dvomljivo in nato
ponovno dognati, kaj je resnično in v kaj ni mogoče dvomiti. Delo je avtor razdelil na šest meditacij, smiselno po stopnjah dokazovanja. Pri pisanju se je avtor umaknil na samo in se poglobil vase ter v sebi tudi iskal gotovost. S tem delom je postal tudi začetnik novoveške filozofije. 
- 1. Meditacija: dvomimo lahko o vseh stvari, možno je da sanjamo ves čas.
- 2. Meditacija: poskuša najti začetno točko: pa četudi je to točka, da ni nič gotovo, človek je misleča stvar
- 6. Meditacija: glede obstoja materialne stvari, in resničnega razlikovanja med umom in telesom, materialne stvari obstajajo le če so predmet čiste matematike, saj jih lahko zaznavamo in jasno razločimo, ločil duha in telo

## Fizika in matematika
Z znanstvenega stališča so bili najpomembnejši njegovi dosežki, zbrani v Geometriji. Tu so postavljeni temelji analitične geometrije. Oznake v njegovem koordinatnem sistemu niso povsem take kot danes; izhodišče ni posebej navedeno, mesti za x in y sta zamenjani, vendar so glavne stvari že tu.
Descartes je pokazal, da lahko stožnice in tudi bolj zapletene krivulje predstavimo z enačbami, ki jim zadoščajo koordinate točk na teh krivuljah. Bil je prvi, ki je poskušal razdeliti krivulje po tipih enačb, ki jih tvorijo. Z očitnim ponosom in zadovoljstvom je večkrat izjavil, da na ta način lahko slabo pregledne geometrijske probleme prevedemo na algebrske, ustaljeno lahko rešujemo naloge, ki so včasih zahtevale mnogo matematične iznajdljivosti, lotimo pa se lahko tudi stvari, ki so bile prej nedostopne. Lahko bi govorili o tem, da so koordinatni sistem poznali že stari Grki, vendar si z njim niso znali prav veliko pomagati. Descartes je izkoristil napredek v algebri, boljše oznake in ta novi tehnični aparat nadvse uspešno vpregel v službo geometrije. To je najzgodnješi spis nasploh, ki mu tudi danes lahko sledimo, brez da bi naleteli na težave z oznakami. Uporabljal je črke z začetka abecede za znane količine in parametre, tiste s konca abecede pa za neznanke. Prvi je uvedel sodobni znak eksponenta {\displaystyle a^{n}} za potenco. Uvedel je tudi znak {\displaystyle {\sqrt {a}}} za kvadratni koren. Uporabljal je nemška simbola + in - za seštevanje in odštevanje, le znak za enačaj je bil drugačen od današnjega =. Za enačaj je pisal znak proporcionalnosti, ki se je razvil iz æ, začetka latinske besede aequalis, kar pomeni enak. V knjigi najdemo tudi izraze kot: 
{\displaystyle {1 \over 2}a+{\sqrt {{1 \over 4}aa+bb}}\!\,,}
kar se od naše pisave razlikuje samo po tem, da je še vedno pisal le aa
namesto {\displaystyle a^{2}} (kar najdemo celo pri Gaussu), čeprav je sicer pisal {\displaystyle a^{3}} za aaa, {\displaystyle a^{4}} za aaaa itd. V njegovi knjigi se res ni težko znajti, ne smemo pa v njej iskati naše sodobne analitične geometrije. Descartes je izdal svojo knjigo kot primer uporabe svoje splošne metode unifikacije, v tem primeru algebre in geometrije. Res je, da se je analitična geometrija razvila pod vplivom Descartesove knjige, vendar je ne moremo imeti za prvi učbenik tega predmeta. V njej ni »kartezičnih« osi, izpeljav enačbe premice in stožernic, čeprav je posebna enačba druge stopnje predstavljena kot stožernica. Poleg tega je precejšen del knjige posvečen teoriji algebrskih enačb, ki vsebuje Descartesovo pravilo predznaka za določevanje števila pozitivnih in negativnih korenov poljubne algebrske enačbe: število pozitivnih korenov enačbe {\displaystyle P(x)=0} ni večje od števila menjav predznakov v zaporedju koeficientov mnogočlenika {\displaystyle P(x)} in se lahko od njega razlikuje le za sodo število. Na primer zaporedje koeficientov enačbe:
{\displaystyle x^{4}+2x^{3}-x^{2}+5x-1=0\!\,}
ima predznake + + - + -. Predznak se menja trikrat. Po Descartesovem pravilu ima enačba tri ali en pozitivni koren. Ker se, če menjamo x z -x, korenom spremenijo predznaki; če pa zamenjamo x z x + h, pa zmanjšajo za h, lahko po Descartesovem pravilu ocenimo tudi število negativnih korenov in število korenov, večjih kakor h. Zamenjava x z -x daje:
{\displaystyle x^{4}-2x^{3}-x^{2}-5x-1=0\!\,.}
Enačba ima en negativni koren. Zamenjava x z x+1 nam da:
{\displaystyle x^{4}+6x^{3}+11x^{2}+13x+6=0\!\,.}
Vsi pozitivni koreni (1 ali 3) so manjši od 1. Že Apolonij je opisal stožernice s tem, kar danes po Leibnizu imenujemo koordinate in Papos je imel v svojem delu Zbirka (Collection) tako imenovano »zakladnico analize« (Analyomenos), pri kateri moramo samo posodobiti pisavo, da dobimo dosledno uporabo algebre v geometriji. Celo grafične ponazoritve so se pojavile pred Descartesom, na primer pri Oresmeju. Descartesova zasluga je predvsem v dosledni uporabi dobro razvite algebre iz začetka 17. stoletja v geometrični analizi antičnih učenjakov in s tem v velikanski razširitvi njene uporabnosti. Njegova druga zasluga je, da je dokončno odklonil omejitve, ki so izhajale iz omejitev zaradi homogenosti njegovih predhodnikov, kar je bila celo pomanjkljivost Vietove logistica speciosa, tako da so zdaj imeli {\displaystyle x^{2}}, {\displaystyle x^{3}}, {\displaystyle xy} za daljice. Algebrska enačba je postala zveza med števili, kar je bil nov korak v matematični abstrakciji, potreben za splošno obravnavanje algebrskih krivulj. O njegovem načinu prevedbe algebrskih operacij v geometrijski jezik pričata tudi naslova prvih dveh razdelkov: Kako je aritmetično računanje povezano z geometrijskimi oparacijami? in Kako lahko produkt, količnik in kvadratni koren predstavimo geometrijsko? Njegovo ukvarjanje z geometrijo pa je le epizoda v življenju, posvečenem filozofiji znanosti. Če ne štejemo pisem, v katerih je svojim sodobnikom priložnostno pisal tudi o svojem delu v matematiki, ni poleg Geometrije na matematičnem področju zapustil nobenega drugega velikega dela. Po njem se imenuje algebrska krivulja 3. reda, Descartesov (kartezijev) list, določena z:
{\displaystyle x^{3}+y^{3}=3axy\!\,,}
parametrično:
{\displaystyle x={\frac {3at}{t^{3}+1}}\!\,,}
{\displaystyle y={\frac {3at^{2}}{t^{3}+1}}\!\,}
in v polarnih koordinatah (r, φ):
{\displaystyle r={3a\sin \varphi \cos \varphi  \over \sin ^{3}\varphi +\cos ^{3}\varphi }\!\,.}
Po njem se imenuje kartezični produkt dveh množic A in B, ki ga pišemo {\displaystyle A\times B}, je množica vseh parov {\displaystyle (a,b)}, kjer je {\displaystyle a\in A} in {\displaystyle b\in B}.
Na primer:
{\displaystyle A=\lbrace 1,2,3\rbrace \;,B=\lbrace 2,3,4\rbrace \!\,}
{\displaystyle A\times B=\lbrace (1,2),(1,3),(1,4),(2,2),(2,3),(2,4),(3,2),(3,3),(3,4)\rbrace \!\,}
Kartezični produkt v splošnem ni komutativen: {\displaystyle A\times B\neq B\times A}. Vsako delno množico kartezičnega produkta imenujemo relacijo med množicama A in B. 

Lahko ga imamo tudi za začetnika mehaničnega pogleda na svet. Skušal je utemeljiti univerzalni mehanični model, ki bi pojasnil dogajanje okrog nas. Vsekakor je bila to pretežka naloga; Descartes se je preveč zanašal nase in na svoj zdravi razum in prenizko cenil sposobnosti svojih nadarjenih sodobnikov. Predpostavljal je, da svet sestavlja zgoščena (povezana) snov, ki se neprestano vrtinči. Vse pojave v njej je razlagal z mehanskimi vplivi med neposredno delujočimi telesi; ta naj bi medsebojno učinkovala le s prenosom gibanja. Sprva je Descartes sprejel Kopernikovo teorijo sveta, potem pa jo je zaradi pregona katoliške cerkve odklanjal. Nadomeščal jo je s svojo teorijo vrtincev, pri kateri prostor, v celoti napolnjen s snovjo v različnih stanjih, kroži okoli Sonca. Njegova ideja ima pomembno vlogo v razvoju znanosti, saj je odpravila z duhovnimi pogledi in razlagami fizikalnih pojavov zgodnejših avtorjev. Do Newtona je uživala veliko naklonjenost kot del gibanja, imenovanega kartezijanstvo, potem pa se je morala umakniti Newtonovi z matematiko podkrepljeni fiziki, ki je upoštevala tudi delovanje sil »na daljavo«. Imel pa je nekaj posrečenih idej. Ukvarjal se je z nihanjem strune. Prvi je mislil na težo zraka in je s preskusi potrdil svojo domnevo. Predlagal je, da bi z živosrebrno pripravo primerjali stanje v dolini in v gorah. Odklanjal je Galilejeva zakona o prostem padu in nihanju nihala, ker sta opisovala pojava v brezzračnem prostoru. Njegov idealni svet je bil realni svet, v katerem ni bilo mesta za vakuum. S tem v zvezi je upravičeno kritiziral Galileja, ker je pri računanju topovskih krogel zanemaril zračni upor. Bil pa je tudi avtor povsem zgrešenih razlag (denimo, da so izviri vode povezani z morjem). Odmev tega mehaničnega pogleda najdemo pri našem Valvazorju, ki je skušal razlagati presihanje Cerkniškega jezera. Čeprav si je Descartes uspešno znanstveno dopisoval z mnogimi sodobniki, se na primer z de Fermatom dolga leta nista razumela. De Fermatu se je zdelo, da Descartes ne razume pomembnosti določanja ekstremov, Descartes pa ga je ironično imenoval »gospod maksimumov in minimumov«. Pozneje so se odnosi med obema velikima matematikoma izboljšali. Ukvarjal se je tudi s statiko. V enem njegovih pisem najdemo opis petih preprostih naprav za dvigovanje težkih tovorov, v njegovih zgodnjih spominih pa jasno razlago pojava vezne posode.
Vsekakor je bil Descartesov vpliv na razvoj znanosti in mišljenja izreden. On in nekateri sodobniki so dosegli prve velike znanstvene uspehe, ki so sprožili plaz novih odkritij.

## Posledice Descartesovega dela za našo dobo
Descartesova filozofija je racionalizem. Njegova zamisel je pokazala, da obsega po njem racionalizem različne činitelje, izmed katerih so eni pomembni predvsem za znanost, drugi nič manj za življenje.  Descartes je za moderno znanost veliki učitelj metode: postavil je načela, na katerih se je sezidalo eksaktno znanstveno raziskovanje; pokazal je znanosti uspešno pot analitičnega dela. V njegovem smislu zares razumemo pojav le tedaj, če ga razstavimo na najbolj preproste sestavne dele in ga nato iz teh delov brez ostanka zopet sestavimo.  Vzorec mu je bila matematika vendar ni ostal pri njej. Njegovo delo je, da se je začela uveljavljati ta metoda v celotnem znanstvenem območju. S tem je usmeril znanstveno delo bodočnosti. Zgodovina filozofije imenuje Descartesa očeta moderne filozofije, sooblikovalca njenega današnjega stališča. Poudaril je, da je izhodišče znanstvenega dela človek sam. Namen njegovega dela je, da pokaže kako naj človek misli in dela, da bo res človek. 
Po njem ni znak izobrazbe čim večja količina znanja, NE ČIM VEČ VEDETI, temveč  PRAV VEDETI.

## Anekdote
Descartesovi pogledi na svet so bili za ljudi tistega časa precej nerazumljivi. Ko je proti koncu življenja služboval na švedskem dvoru, je švedski kraljici poskušal razložiti svojo trditev, da so živali mehanizmi. Kraljica mu je odgovorila, češ da še ni videla, da bi kakšna ura rodila nove urice.